# 舉世矚目 (獵鷹與酷寒戰士)
〈舉世矚目〉（英語：The Whole World Is Watching）是美國超級英雄類型的迷你網路影集《獵鷹與酷寒戰士》的第四集，本集由德瑞克·柯斯達編劇，卡莉·斯考格蘭德執導，於2021年4月9日在Disney+首播。本集为漫威電影宇宙的系列作品之一，與漫威電影宇宙系列電影處於同一架空世界和共同世界。安東尼·麥奇和賽巴斯汀·史坦繼續分別飾演在漫威電影宇宙系列電影中的角色「獵鷹」山姆·威爾森和「酷寒戰士」巴奇·巴恩斯，主演還包括艾蜜莉·芬凱普、懷特·羅素、艾琳·凱莉曼、佛羅倫絲·卡森巴、阿德普波·奥杜耶和丹尼爾·布爾。

## 劇情
赫穆·齊莫因為七年前謀殺了瓦干達國王帝查卡，艾歐因此質問巴奇·巴恩斯為何釋放齊莫，並希望再次將他逮捕。巴奇說服艾歐同意給出八個小時的時間，暫時繼續與齊莫合作。在齊莫的幫助下，巴奇和山姆·威爾森得知卡莉·摩根索正在參加養母的追思會。約翰·沃克和萊瑪·霍斯金跟蹤而來，質問為何釋放齊莫，齊莫則回答他知道摩根索的下落。山姆要求沃克給自己時間，先單獨與摩根索交談，希望能改變她的想法。在山姆將要成功之際，沃克擅自闖入房間，雙方爆發衝突。一輪追逐後，齊莫向摩根索連開數槍，摩根索在逃跑時不慎失落剩餘的超級士兵血清，齊莫將血清瓶逐個踩破，摩根索在同伴幫助下乘機逃脫。沃克趕到並用盾牌擊暈齊莫，發現最後一瓶完好的血清，並私藏起來。
艾歐帶著朵拉親衛隊前來逮捕齊莫。沃克因為對方以沒有管轄權為由拒絕合作，雙方言語不合，打鬥在一處，巴奇和山姆出手制止。艾歐與護衛隊陸續擊敗沃克、霍斯金、巴奇和山姆，齊莫趁機逃走。連番受挫的沃克為自己注射血清。摩根索與莎拉聯繫，迫使山姆與她會面，她試圖勸說山姆加入旗幟破壞者。沃克和霍斯金跟蹤而來，攻擊旗幟破壞者幫眾，雙方再起衝突。摩根索在混戰中殺死霍斯金，隨後旗幟破壞者幫眾四散逃亡。目睹搭檔身亡，憤怒的沃克在大庭廣眾之下用盾牌擊殺落單的旗幟破壞者的成員尼可，圍觀群眾紛紛拿起手機拍攝下這一幕。

## 製作

### 開發
2018年10月，漫威影業正式宣佈開發以「獵鷹」山姆·威爾森和「酷寒戰士」巴奇·巴恩斯為主要角色的迷你網路影集，安東尼·麥奇和賽巴斯汀·史坦分別回歸出演「獵鷹」山姆·威爾森和「酷寒戰士」巴奇·巴恩斯。麥爾坎·斯貝爾曼被聘為首席編劇。2019年4月，漫威公佈影集的正式片名為《獵鷹與酷寒戰士》（The Falcon and the Winter Soldier）。5月，卡莉·斯考格蘭德確認執導全部6集。執行製作人包括凱文·費吉、路易斯·德·埃斯波西托（Louis D'Esposito）、維多莉亞·阿隆索、內特·摩爾（Nate Moore）、卡莉·斯考格蘭德和麥爾坎·斯貝爾曼:15。本集由德瑞克·柯斯達編劇。

### 選角
本集的主要角色包括賽巴斯汀·史坦飾演的「酷寒戰士」巴奇·巴恩斯、安東尼·麥奇飾演的「獵鷹」山姆·威爾森、艾蜜莉·芬凱普飾演的雪倫·卡特、懷特·羅素飾演的約翰·沃克、艾琳·凱莉曼飾演的卡莉·摩根索、佛羅倫絲·卡森巴飾演的艾歐、阿德普波·奥杜耶飾演的莎拉·威爾森（Sarah Wilson）和丹尼爾·布爾飾演的赫穆·齊莫男爵:48:03–48:38。
克萊·本尼特飾演「戰星」萊瑪·霍斯金。戴斯蒙·詹、丹妮·迪特（Dani Deetté）和英迪亞·布西（Indya Bussey）分別飾演旗幟破壞者成員多維奇（Dovich）、琪琪（Gigi）和迪迪（DeeDee）。瑞尼·里維拉（Renes Rivera）飾演倫諾斯（Lennox）。泰勒·迪恩·弗洛雷斯（Tyler Dean Flores）飾演迪亞哥（Diego）。諾亞·米爾斯飾演尼可（Nico）。珍妮莎·亞當斯-金亞德和佐拉·威廉斯（Zola Williams）分別飾演朵拉親衛隊成員諾姆布蕾（Nomble）和亞瑪（Yama）。維若妮卡·法肯飾演東妮亞·馬達尼（Donya Madani）。

### 拍攝
主體拍攝於2019年10月31日在喬治亞州亞特蘭大的松林製片廠開機。卡莉·斯考格蘭德擔當導演，P·J·迪倫（P.J. Dillon）擔當攝影指導:15。製作組還在亞特蘭大都會區和捷克布拉格完成外景拍攝。

### 特效
後期特效製作公司包括、和:50:36–50:49。

## 發行
〈舉世矚目〉於2021年4月9日在Disney+首播。

## 迴響
〈舉世矚目〉得到整體好評。根据評論匯總网站爛番茄汇总的34篇评论文章，91%的评论家给予该作正面评价，使之獲得「認證新鮮」標識，平均打分为7.8分（满分10分）。

## 備註
1. ↑  參見2016年電影《美國隊長3：英雄內戰》。

## 資料來源
1. ↑  Kroll, Justin; Otterson, Joe. . Variety. 2018-10-30  [2018-10-31]. （原始内容存档于2018-10-31） （美国英语）.
2. ↑  Boucher, Geoff; Hipes, Patrick. . Deadline Hollywood. 2018-10-30  [2018-10-31]. （原始内容存档于2018-10-31） （美国英语）.
3. ↑  Dinh, Christine. . Marvel.com. 2019-04-12  [2019-04-12]. （原始内容存档于2019-04-12） （美国英语）.
4. 1 2  Fleming Jr, Mike. . Deadline Hollywood. 2019-05-20  [2019-05-20]. （原始内容存档于2019-05-20） （美国英语）.
5. 1 2   (PDF). Disney Media and Entertainment Distribution.   [2021-03-15]. （原始内容存档 (PDF)于2021-03-15） （美国英语）.
6. ↑  Sneider, Jeff. . Collider. 2021-03-19  [2021-03-20]. （原始内容存档于2021-03-19） （美国英语）.
7. 1 2  Kolstad, Derek. . . 第1季. 第4集. 2021-04-09  [2021-04-10]. Disney+. （原始内容存档于2021-04-24） （美国英语）.片尾演職員表於46:40開始。
8. ↑  Anderson, Jenna. . ComicBook.com. 2019-10-31  [2019-11-01]. （原始内容存档于2019-11-01） （美国英语）.
9. ↑  Perine, Aaron. . ComicBook.com. 2019-10-20  [2019-10-21]. （原始内容存档于2019-10-20） （美国英语）.
10. ↑  Raftery, Brian. . Men's Health. 2019-06-26  [2019-10-21]. （原始内容存档于2019-06-26） （美国英语）.
11. ↑  2019年11月至2020年2月，製作組在亞特蘭大進行拍攝作業的資料來源：
  - Walljasper, Matt. . Atlanta. 2019-11-27  [2020-04-03]. （原始内容存档于2019-12-11） （美国英语）.
  - Walljasper, Matt. . Atlanta. 2019-12-30  [2020-04-03]. （原始内容存档于2020-03-02） （美国英语）.
  - Walljasper, Matt. . Atlanta. 2020-01-31  [2020-04-03]. （原始内容存档于2020-03-02） （美国英语）.
  - Walljasper, Matt. . Atlanta. 2020-02-29  [2020-03-02]. （原始内容存档于2020-03-02） （美国英语）.
12. ↑  Perine, Aaron. . ComicBook.com. 2020-10-10  [2020-10-10]. （原始内容存档于2020-10-10） （美国英语）.
13. ↑  Frei, Vincent. . Art of VFX. 2021-03-16  [2021-03-19]. （原始内容存档于2021-03-19） （美国英语）.
14. ↑  . The Futon Critic.   [2021-04-09]. （原始内容存档于2021-04-09） （美国英语）.
15. ↑  . Rotten Tomatoes. Fandango Media.   [2022-02-28] （美国英语）.

## 外部連結
- 互联网电影数据库上舉世矚目的资料（英文）